# 193E busz (Budapest)
A budapesti 193E jelzésű autóbusz Kőbánya-Kispest és Ganztelep, Mednyánszky utca között közlekedik, zónázó gyorsjáratként, kizárólag munkanapokon, a reggeli és a délutáni csúcsidőszakokban. A vonalat a Budapesti Közlekedési Zrt. üzemelteti. A járműveket a Dél-pesti autóbuszgarázs állítja ki.

## Története
2008. február 11-én a 193-as busz jelzése 193E-re módosult és megállították a Felsőcsatári út megállóhelyen is.
2008. december 29-étől a KöKi Terminál bevásárlóközpont építési munkálatai miatt megszűnt a Kőbánya-Kispestnél lévő autóbusz-végállomás, helyette a buszok a korábbi P+R parkoló helyén kialakított ideiglenes végállomásra érkeztek. 2011. június 21. és október 3. között, az M3-as metró Kőbánya-Kispest állomásának átépítése miatt a metróra való közvetlen átszállás érdekében, a Határ úti metróállomáshoz terelve közlekedett. Ebben az időszakban nem érintette a Kőbánya-Kispest megállóhelyet. Az új autóbusz-végállomás elkészültével, október 4-étől ismét csak Kőbánya-Kispestig közlekedik.
A járaton 2011. december 19-én bevezették az első ajtós felszállási rendet.
2014. február 3-ától a Kőbánya-Kispestről 7:51-kor, illetve 8:11-kor induló buszok Vecsés, Market Central Ferihegy végállomásig közlekednek. Vecsés felől egy menet indul vissza Kőbánya-Kispestre 8:22-kor. Az autóbusz a 236-os busz megállóiban áll meg, illetve azóta érinti a Vajk utca megállóhelyet is Kőbánya-Kispest felé.
2020. április 1-jén a koronavírus-járvány miatt bevezették a szombati menetrendet, ezért a vonalon a forgalom szünetelt. Az intézkedést a zsúfoltság miatt már másnap visszavonták, így április 6-ától újra a tanszüneti menetrend van érvényben, a szünetelő járatok is újraindultak.

## Útvonala
| Ganztelep, Mednyánszky utca és Vecsés, Market Central Ferihegy felé |
| Kőbánya-Kispest M vá. – Keleti bejáró út – Ferihegyi repülőtérre vezető út – Gyömrői út – Ráday Gedeon utca – Üllői út – Ganztelep, Mednyánszky utca vá. (– Ülői út – – lehajtó – Lincoln úti körforgalom – felhajtó – Vecsés, Fő út – Nimród utca – áruházi bekötőút – Vecsés, Market Central Ferihegy vá.)                                                                    |
| Kőbánya-Kispest felé |
| (Vecsés, Market Central Ferihegy vá. – áruházi bekötőút – Lincoln út – Lőrinci utca – Széchenyi utca – Budapest, Üllői út – Mednyánszky utca – Ganztelep, Mednyánszky utca vá. – Mednyánszky utca – Bartók Béla utca – Benczúr utca – Üllői út – Ráday Gedeon utca – Gyömrői út – Ferihegyi repülőtérre vezető út – Regina köz – Lehel utca – szervizút – Kőbánya-Kispest M vá. |

## Megállóhelyei
| 0 | Kőbánya-Kispest M végállomás               | 25 | 31 | 68, 85, 85E, 93, 93A, 98, 98E, 132E, 136, 148, 151, 182, 182A, 184, 200E, 202E, 268, 282E, 284E 575, 576, 577, 578, 580, 581 S21 S36 G43 S50 G50 Z50 IC, sebesvonat, gyorsvonat, expresszvonat P+R (KöKi Terminál) P+R (Kőbánya-Kispest) | KöKi Terminál, Autóbusz-állomás, Metróállomás, Vasútállomás, Volánbusz-állomás |
| ∫ | Kőbánya-Kispest P+R                        | 22 | 28 | 98E, 200E, 282E, 284E 575, 576, 577, 578, 580, 581 P+R | KöKi Terminál, Autóbusz-állomás, Metróállomás, Vasútállomás, Volánbusz-állomás |
| 4 | Felsőcsatári út                            | 17 | 23 | 36, 95, 98, 98E, 200E, 217, 217E, 282E, 284E 577 |                                                                                |
| ∫ | Vajk utca                                  | 15 | 21 | 98, 217, 217E |                                                                                |
| 9 | Szarvas csárda tér                         | 10 | 16 | 93, 93A, 182, 182A, 183, 184, 198, 217, 217E, 236, 236A, 282E, 284E 50 577 |                                                                                |
| 14 | Pestszentlőrinc, Béke tér                  | 4  | 10 | 166, 236, 236A, 266 50 577 |                                                                                |
| 15 | Rába utca                                  | 3  | 9  | 236, 236A, 266 |                                                                                |
| 16 | Gyergyó utca                               | 2  | 8  | 236, 236A, 266 |                                                                                |
| 17 | Kupeczky János utca                        | 1  | 7  | 236, 236A, 266 |                                                                                |
| 19 | Ganztelep, Mednyánszky utca végállomás     | 0  | 6  | 236, 236A, 266 |                                                                                |
| Az alábbi megállókat csak a Kőbányáról 7:51-kor és 8:11-kor, illetve a Vecsésről 8:22-kor induló buszok érintik. |                                            |    |    | |                                                                                |
| 20 | Pestszentlőrinc, sorompó                   | ∫  | 4  | 236 577 |                                                                                |
| ∫ | Lőrinci utca                               | ∫  | 2  | 236 |                                                                                |
| ∫ | Lincoln út                                 | ∫  | 1  | 236 576, 577 |                                                                                |
| 21 | Vecsés, Fő út                              | ∫  | ∫  | 236 |                                                                                |
| 22 | Vecsés, Market Central Ferihegy végállomás | ∫  | 0  | 200E, 236 575, 578, 580 |                                                                                |